# Чудинов, Степан Васильевич
Степан Васильевич Чудинов (26 ноября 1916, Ошмаш, Уральская область — 20 ноября 1980, Краснокамск, Пермская область) — советский военнослужащий, участник Великой Отечественной войны, Герой Советского Союза, командир миномётной роты 738-го стрелкового полка, капитан. Герой Советского Союза.

## Биография
Родился 26 ноября 1916 года в деревне Ошмаш ныне Карагайского района Пермского края. Работал учителем в Пиинской средней школе Верхотурского района Свердловской области.
В 1937 году был призван в Красную Армию. Окончил курсы младших лейтенантов. На фронте в Великую Отечественную войну с июня 1941 года. В январе 1942 года в составе 2-й гвардейской стрелковой дивизии участвовал в боях на Калининском фронте. Был ранен, награждён медалью «За боевые заслуги». Член КПСС с 1942 года. На завершающем этапе войны капитан Чудинов командовал миномётной ротой 738-го стрелкового полка 134-й стрелковой дивизии.
В ночь на 29 июля 1944 года капитан Чудинов со своей ротой без потерь организованно и форсировал реку Вислу в районе деревни Заступ-Поляновский. Миномётчики метким огнём обеспечили переправу батальона, что дало возможность занять плацдарм в районе местечка Бжесце. В боях на плацдарме за двое суток миномётчики вместе со стрелками отбили 9 ожесточённых атак вражеской пехоты, поддержанной танками. При отражении очередной атаки, когда враг подошёл вплотную к позициям, капитан Чудинов оставив у миномётов по одному человеку, поднял бойцов в контратаку. Враг был отброшен. В этом бою ротой было уничтожено до 60 противников, 12 из них лично командиром. Плацдарм был удержан.
Указом Президиума Верховного Совета СССР от 27 февраля 1945 года за образцовое выполнение боевых заданий командования и проявленные при этом геройство и мужество капитану Чудинову Степану Васильевичу присвоено звание Героя Советского Союза с вручением ордена Ленина и медали «Золотая Звезда».
С 1946 года уволен в запас.
Вернулся на родину. Жил и работал в городе Краснокамске Пермской области. Скончался 20 ноября 1980 года.

## Награды
Награждён орденами Ленина, Красного Знамени, Суворова 3-й степени, Отечественной войны 2-й степени, Красной Звезды, медалями.